# Месопотамо
Месопотамо (грч. Μεσοπόταμο) је насељено место у општини Бешичко Језеро у периферији Средишња Македонија, Грчка. Према попису из 2021. године било је 10 становника.
Насеље је 1913. године имало 80 житеља Турака. Године 1924. турско становништво је принудно исељено у Турску а на њихово место су се населиле грчке избегличке породице, којих је на попису из 1928. године било 86. Село се раније звало Арџили.